# Scorpaena papillosa
Scorpaena papillosa — риба родини скорпенових. Зустрічається у морських водах вздовж узбережжя південної Австралії та Нової Зеландії. Рифова риба, що сягає 30.0 см довжиною.